# 2012-es Billboard Japan Music Awards
A 2012-es Billboard Japan Music Awards zenei díjátadót 2012. december 15-én tartották meg a tokiói Billboard Live Tokyo épületében.

## Jelöltek
A nyertesek félkövérrel szedve.

### Slágerlistás kategóriák
Hot 100 of the Year
- AKB48 – Manacu no Sounds Good!

Top Album of the Year
- Mr. Children – Mr. Children 2005–2010 (macro)

Hot 100 Airplay of the Year
- Carly Rae Jepsen – Good Time feat. Owl City

Hot 100 Singles Sales of the Year
- AKB48 – Manacu no Sounds Good!

Adult Contemporary of the Year
- Norah Jones – Happy Pills (siavasze no tokkójaku)

Digital and Airplay Overseas of the Year
- Carly Rae Jepsen – Good Time feat. Owl City

Hot Animation of the Year
- Fukujama Maszaharu – Ikiteru ikiteku

Classical Albums of the Year
- Macui Szakiko – Kokjú szuru Piano

Jazz Albums of the Year
- Uehara Hiromi the Trio Project – Move

Independent of the Year
- Ajaka – The Beginning

Overseas Soundtrack Albums of the Year
- Disney Date: Koe no ódzsi-szama

### Különdíjak
Active Artist of the Year (Daiwa House Special Award)
- Bigmama

New Artist of the Year
- Ieiri Leo

### Művész kategóriák
Artist of the Year
Nyertes: AKB48
További jelöltek: az alábbi öt kategória 183 jelöltje.
Top Pop Artists
Nyertesek:
- AKB48
- Amuro Namie
- Arasi
- Exile
- Mr. Children

További jelöltek:
- Aiko
- Acid Black Cherry
- Ajaka
- Ieiri Leo
- Ikimono-gakari
- Uemura Kana
- SKE48
- NMB48
- NYC
- Carly Rae Jepsen
- KAT-TUN
- Kara
- Kanjani Eight
- Kis-My-Ft2
- Kyary Pamyu Pamyu
- Kirjúin Só from Golden Bomber
- KinKi Kids
- ClariS
- Crystal Kay
- Kuvata Keiszuke
- Kecumeisi
- Kóda Kumi
- Kobukuro
- Sakanaction
- Szasihara Rino
- CN Blue
- Junk Fudzsijama
- Sódzso dzsidai
- Akanisi Dzsin
- Superfly
- Super Junior
- SMAP
- Sexy Zone
- Takeucsi Marija
- Chatmonchy
- Csang Gunszok
- Tóhósinki
- Dómoto Kóicsi
- Naoto Inti Raymi
- Nagabucsi Cujosi
- News
- Nogizaka 46
- Perfume
- Bump of Chicken
- B’z
- Pixie Lott
- Pink
- Funky Monkey Babys
- Fukujama Maszaharu
- Brand New Vibe
- French Kiss
- Hey! Say! JUMP
- Hot Chelle Rae
- Maeda Acuko
- Madonna
- Meiko
- Ms. Ooja
- Miwa
- Jaszuda Nao
- Jamasita Tacuró
- Jamasita Tomohisza
- Júszuke
- Juzu
- L’Arc-en-Ciel
- Rihanna
- Russian Red
- Vatanabe Maju
- One Direction

Jazz Artist of the Year
Nyertes:
- Norah Jones

További jelöltek:
- Akiko
- Uehara Hiromi The Trio Project
- Emi Meyer
- Ozone Makoto
- Christian McBride
- Jeff „Tain” Watts
- Quasimode
- Kobajasi Kaori
- Jaco Pastorius
- Shanti
- Jill-Decoy Association
- T-Square
- DCPRG
- Trix
- Mountain Mocha Kilimanjaro
- Jasiro Aki
- Jano Akiko×Uehara Hiromi
- Jamanaka Csihiro
- Rasmus Faber Presents Platinum Jazz
- Little Willies

Classic Artist of the Year
Nyertes:
- Cudzsii Nobujuki

További jelöltek:
- Akikava Maszasi
- André Cluytens
- Usida Tomohiro
- Escolta
- Kijozuka Sinja
- Klaus Tennstedt, Chicago Symphony Orchestra
- Constantin Silvestri
- Simon Rattle
- Szuvanai Akiko
- Szendzsu Mariko
- Tsukemen
- David Garrett
- Tokyo Kosei Wind Orchestra
- Naniwa Orchestral Winds
- Paavo Berglund, Chamber Orchestra of Europe
- Macui Szakiko
- Mariss Jansons, Vienna Philharmonic Orchestra
- Mijamoto Emiri
- Mori Maki
- Morugoa Quartet
- Li Yundi
- Ground Self-Defense Force Central Musicians, Takeda Akira kapitány
- Rivera

Animation Artist of the Year
Nyertes:
- Mizuki Nana

További jelöltek:
- Angela Aki
- Ikimono-gakari
- Ittoki Otoja (Terasima Takuma), Hidzsirikava Maszato (Szuzumura Kenicsi), Sinomija Nacuki (Tanijama Kisó), Icsinosze Tokija (Mijano Mamoru), Dzsingúdzsi Ren (Szuvabe Dzsunicsi), Kuruszu Só (Simono Hiro), Medeshima Cecil (Toriumi Kószuke)
- Ieiri Leo
- Uemura Kana
- Usirokara hai joritai G (Njaruko×Kúko×Tamao)
- Kalafina
- Kitamura Eri
- CalriS
- Civilian Skunk
- Siricu Ebiszu Csúgaku
- Sukima Switch
- Spyair
- Fukujama Maszaharu
- Fujifabric
- Futaba An (Igarasi Hiromi)
- Breakerz
- Hókago Tea Time
- Horie Jui
- Midorikan Sintaró (Ono Daiszuke)), Takao Kazunari (Szuzuki Tacuhisza)
- May’n
- Momoiro Clover Z
- Momokurotei icsimon
- Jamasita Tomohisza
- Unicorn
- Unison Square Garden
- Lisa
- Rihwa
- Vatariróka hasiritai 7

Independent Artist of the Year
Nyertes:
- Golden Bomber

További jelöltek:
- Afilia Saga East
- Amacuki
- Ajaka
- Andymori
- Infinite
- Vistlip
- AK-69
- Kuroszaki Ranmaru (Szuzuki Tacuhisza), Camus (Maeno Tomoaki)
- Kuroszaki Ranmaru (Szuzuki Tacuhisza), Hidzsirikava Maszato (Szuzumura Kenicsi), Dzsingúdzsi Ren (Szuvabe Dzsunicsi)
- 96 neko
- Kotobuki Reidzsi (Morikubo Sótaró), Ittoki Otoja (Terasima Takuma), Icsinosze Tokija (Mijano Mamoru)
- Kotobuki Reidzsi (Morikubo Sótaró), Kuroszaki Ranmaru (Szuzuki Tacuhisza), Mikaze Ai (Aoi Sóta), Camus (Maeno Tomoaki)
- Kotobuki Reidzsi (Morikubo Sótaró), Mikaze Ai (Aoi Sóta)
- Sasakure.UK
- Tha Blue Herb
- Japan United with Music
- Champagne
- Jun Sky Walker(s)
- Simva Nana
- Palet
- Halloween Junky Orchestra
- Baroque
- Bigmama
- Fact
- Maeda Dzsun×Janagi Nagi
- Morikava Tosijuki
- Jazava Eikicsi
- Jonezu Kensi
- LinQ
- Locofrank